# 옥계동부초등학교
옥계동부초등학교는 대한민국 경상북도 구미시 옥계동에 소재한 공립 초등학교이다.

## 학교 연혁
- 2009.06.01. 옥계동부초등학교 개교(25학급)
- 2010.03.01. 옥계동부초등학교 병설유치원 개원(1학급)
- 2010.03.01. 경상북도교육청지정 방과후학교 시범학교 운영(1년)
- 2014.06.01. 5주년
- 2019.06.01. 10주년
- 2022.09.01. 제8대 권창환 교장 부임
- 2023.09.01. 디지털 온 선도학교 운영
- 2024.01.05. 제15회 졸업식[계: 268명, 누계: 3,760명]
- 2024.03.01. 46학급 편성(일반 44학급, 도움반 2학급), 병설유치원 1학급 편성
- 2024.03.01. 경상북도교육청지정 교육학습혁신 정책 연구학교 운영(1년)
- 2024.03.01. 늘봄선도학교 운영
- 2024.06.01. 15주년
- 2024.09.01. 제9대 박미영 교장 부임